# Cryptoriana – The Seductiveness of Decay
Cryptoriana – The Seductiveness of Decay är det brittiska extreme metal-bandet Cradle of Filths tolfte studioalbum. Det släpptes den 22 september 2017 på etiketten Nuclear Blast.

## Låtlista
| Nr           | Titel                              | Längd |
| ------------ | ---------------------------------- | ----- |
| 1.           | Exquisite Torments Await           | 2:15  |
| 2.           | Heartbreak and Seance              | 6:24  |
| 3.           | Achingly Beautiful                 | 7:02  |
| 4.           | Wester Vespertine                  | 7:29  |
| 5.           | The Seductiveness of Decay         | 7:38  |
| 6.           | Vengeful Spirit                    | 6:00  |
| 7.           | You Will Know the Lion by His Claw | 7:22  |
| 8.           | Death and the Maiden               | 8:48  |
| 9.           | The Night at Catafalque Manor      | 7:31  |
| 10.          | Alison Hell                        | 5:01  |
| Total längd: | Total längd:                       | 65:30 |

## Medverkande
- Dani Filth – sång
- Richard Shaw – gitarr
- Marek 'Ashok' Šmerda – gitarr
- Daniel Firth – elbas
- Martin Škaroupka – trummor
- Lindsay Schoolcraft – sång, keyboard

Övriga
- Scott Atkins – producent
- Arthur Berzinsh – omslagsdesign